# Malko Selo
Malko Selo (Bulgaars: Малко село) is een dorp in Bulgarije. Het is gelegen in de gemeente Kotel, oblast  Sliven en telde op 31 december 2018 zo’n 556 inwoners. Nagenoeg alle inwoners zijn etnische Bulgaarse Turken (98,3%).  Verder werden er slechts 6 etnische Bulgaren geteld, hetgeen 1% van de bevolking uitmaakt.

## Economie
De belangrijkste vorm van levensonderhoud is de landbouw. Veel inwoners houden zich bezig met de extensieve veeteelt en verschillende vormen van gewasproductie. Vooral de wijnbouw en de tabaksteelt hebben prioriteit. Er zijn verder een aantal veehouderijen, schapenhouderijen en een varkenshouderij aanwezig in het dorp. 